# Betsy

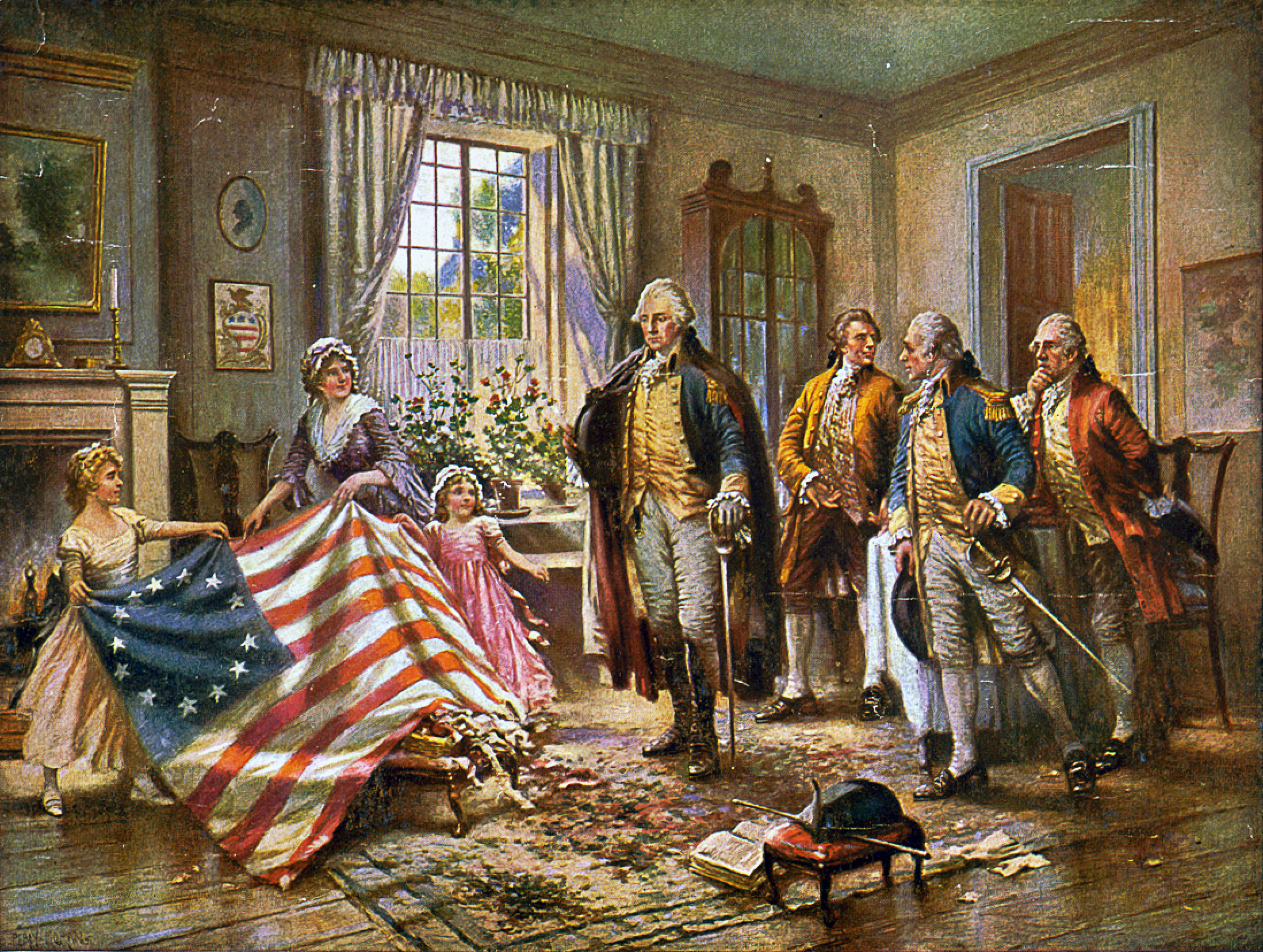
Betsy Ross presenterar den amerikanska flaggan för George Washington. Målning från 1917.

Betsy är ett engelskt smeknamn för Elisabet.
Den 31 december 2014 fanns det totalt 68 kvinnor folkbokförda i Sverige med namnet Betsy, varav 40 bar det som tilltalsnamn.
Namnsdag: saknas

## Personer med namnet Betsy
- Betsy Brandt, amerikansk skådespelare
- Betsy Byars, amerikansk författare
- Betsy Drake, amerikansk skådespelare
- Betsy Jolas, fransk tonsättare
- Betsy King, amerikansk golfspelare
- Betsy Nagelsen, amerikansk tennisspelare
- Betsy Rawls, amerikansk golfspelare
- Betsy Ross, amerikansk sömmerska som sägs ha sytt den första versionen av USA:s flagga
- Betsy Russell, amerikansk skådespelare